# Wahlstrom Peak
Wahlstrom Peak är en bergstopp i Västantarktis. Chile gör anspråk på området. Toppen på Wahlstrom Peak är 4 677 meter över havet.
Terrängen runt Wahlstrom Peak är huvudsakligen mycket bergig.